# Chiesa di San Lorenzo (Prestento)
La chiesa di San Lorenzo Martire è la parrocchiale di Prestento, in provincia ed arcidiocesi di Udine; fa parte della forania del Friuli Orientale.

## Storia
Già dal XIII secolo è documentata una chiesa plebanale a Prestento. Questo edificio fu ampliato nel Cinquecento. Nel 1782 venne costruita l'attuale chiesa, restaurata nel 1878 e nel 1901. La parrocchiale di Prestento fu lesionata dal terremoto del Friuli del 1976 e venne, pertanto, ristrutturata nel 1978. Tra il 2003 e il 2004 il campanile fu oggetto di un intervento di restauro.